# (1192) Prisma
(1192) Prisma ist ein Asteroid des Hauptgürtels, der am 17. März 1931 vom deutschen Astronomen F. K. Arnold Schwassmann in Bergedorf entdeckt wurde.
Der Name des Asteroiden ist von dem optischen Instrument Prisma abgeleitet und wurde zu Ehren des Bergedorfer Spektralkatalogs gewählt.